# Slash (genre)
 For alternative betydninger, se Slash. (Se også artikler, som begynder med Slash)
Slash er en slags fanfiktion, hvor et centralt plot-element er at en eller flere af de mandlige hovedpersoner indgår i et homoseksuelt forhold. Forholdet beskrives gerne ganske eksplicit. Navnet stammer fra brugen af skråstreg mellem navnene på de berørte personer (f.eks. Kirk/Spock (fra Star Trek)), modsat &, der bruges, hvor forholdet alene er venskabeligt.
Den japanske variant af slash, yaoi, involverer som regel anime- eller manga-personer. Slash forekommer ofte mellem nære mandlige venner i historierne, men som regel er de indblandede netop rivaler og slash-forholdet forklares delvis med den indbyrdes spænding.
Hovedmålgruppen for slash er heteroseksuelle kvinder. 
Subgenren femmeslash handler om homoseksuelle forhold mellem kvinder.